# Yen Chia-kan
Yen Chia-kan (xinès tradicional: 嚴家淦, xinès simplificat: 严家淦; pinyin: Yán Jiāgàn; Wade-Giles: Yen Chia-kan; Pe̍h-ōe-jī: Giâm Ka-kàm; Suzhou, 23 d'octubre de 1905 - Taipei, 24 de desembre de 1993), conegut també com a Yen Chia-jin o C. K. Yen, fou un polític xinès que succeí Chiang Kai-shek com a president de la República de la Xina després de la seva mort el 5 d'abril de 1975. Assumí el càrrec fins a finalitzar el període de Chiang el 20 de maig de 1978.
Va néixer a Suzhou, província de Jiangsu, i es va graduar a la Universitat de St. John's de Xangai amb una llicenciatura en Química. Fou ministre d'Afers Econòmics, dues vegades ministre de Finances i governador de la província de Taiwan. Va ser nomenat primer ministre de la República de la Xina el 15 de desembre de 1963. El 1966 va ser elegit per l'Assemblea Nacional com a vicepresident de la República de la Xina i va ser reelegit el 1972. Va assumir el rol de president després de la mort de Chiang Kai-shek i fou succeït pel fill de Chiang, Chiang Ching-kuo. En abandonar la presidència fou president del Consell de Renaixement Cultural Xinès i president del Consell del Museu Nacional del Palau fins al 1991 per raons de salut.
Yen morí a Taipei a l'edat de 88 anys. Va ser enterrat al Cementiri Militar del mont Wichih a Nova Taipei.